# 法默斯鎮區 (伊利諾伊州富爾頓縣)
法默斯鎮區（英語：Farmers Township）是位於美國伊利諾伊州富爾頓縣的一個行政鎮區。

## 地方資料
根據2010年美國人口普查的數據，法默斯鎮區的面積為93.40平方千米，當中陸地面積為93.30平方千米，而水域面積為0.10平方千米。當地共有人口381人，而人口密度為每平方千米4.08人。